# Leo Hayter
Leo Hayter (Londra, 10 agosto 2001) è un ciclista su strada e pistard britannico. Nel 2022 ha vinto il Giro d'Italia Under-23 e la medaglia di bronzo mondiale Under-23 a cronometro; nel biennio 2023-2024 ha quindi gareggiato da professionista con il team Ineos Grenadiers. È fratello minore di Ethan Hayter, anch'egli ciclista professionista.

## Palmarès

### Strada
- 2018 (Juniores)

Prologo Tour of Wales Junior (cronometro)
- 2019 (Juniores)

EPZ Omloop van Borsele
Trofee van Vlaanderen
National Junior Road Race Series
- 2021 (Development Team DSM)

Liegi-Bastogne-Liegi Under-23
2ª tappa Tour de Bretagne (Corlay > Rosporden)
Campionati britannici, Prova a cronometro Under-23
- 2022 (Hagens Berman Axeon)

2ª tappa Giro d'Italia Giovani Under 23 (Rossano Veneto > Pinzolo)
3ª tappa Giro d'Italia Giovani Under 23 (Pinzolo > Santa Caterina Valfurva)
Classifica generale Giro d'Italia Giovani Under 23
Campionati britannici, Prova a cronometro Under-23

#### Altri successi
- 2020 (Development Team Sunweb)

3ª tappa Ronde de l'Isard d'Ariège (Bagnères-de-Luchon, cronosquadre)
- 2022 (Hagens Berman Axeon)

Classifica combinata Giro d'Italia Giovani Under 23

### Pista
- 2019 (Juniores)

Campionati europei. Inseguimento a squadre Juniores (con Max Rushby, Alfie George, Samuel Watson e Oscar Nilsson-Julien)

## Piazzamenti

### Competizioni mondiali
- Campionati del mondo

Yorkshire 2019 - Cronometro Junior: 8º
Yorkshire 2019 - In linea Junior: 15º
Wollongong 2022 - Cronometro Under-23: 3º
Wollongong 2022 - In linea Under-23: 70º